# Monteroni di Lecce
Monteroni di Lecce  (Muntrùni o Munturùni in dialetto salentino) è un comune italiano di 13 166 abitanti della provincia di Lecce in Puglia.
Situato nel Salento centrale, fa parte del parco del Negroamaro. Nel suo territorio ricade parte della struttura Ecotekne, sede di alcune facoltà dell'Università del Salento. Dal 2003 si fregia del titolo di città.
È uno dei comuni più densamente popolati della provincia di Lecceed il decimo in Puglia.

## Geografia fisica

### Territorio

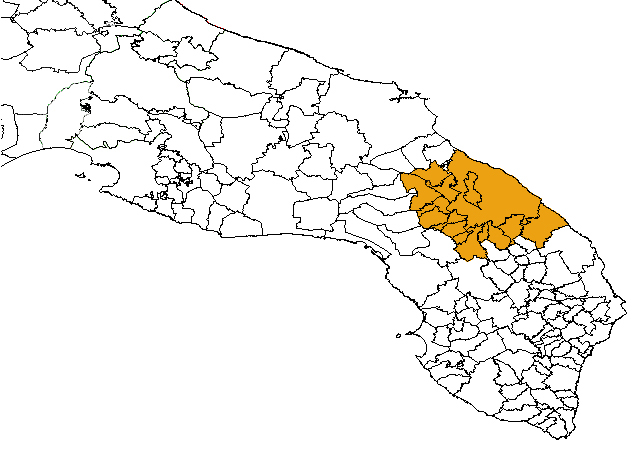
Comuni appartententi alla Valle della Cupa

Il territorio comunale, che si estende su una superficie di 16,49 km², è caratterizzato da una morfologia prettamente pianeggiante; l'altitudine raggiunge l'altezza massima di 48 m s.l.m. Ricade nella Valle della Cupa, ossia in quella porzione di pianura, intorno al capoluogo leccese, caratterizzata da una grande depressione carsica. È situato a metà strada fra il mare Ionio e il mare Adriatico da quali dista circa 20 km.
Confina a nord con il comune di Arnesano, a est con i comuni di Lecce e Lequile, a sud-est con il comune di San Pietro in Lama, a sud-ovest con il comune di Copertino.

### Clima
Secondo i dati della stazione meteorologica di Lecce Galatina  Monteroni (che rientra nel territorio del Salento orientale) presenta un clima mediterraneo, con inverni miti ed estati caldo umide. In base alle medie di riferimento, la temperatura media del mese più freddo, gennaio, si attesta attorno ai +8,4 °C, mentre quella del mese più caldo, agosto, si aggira sui +32,5 °C. Le precipitazioni, frequenti in autunno ed in inverno, si attestano attorno ai 288 mm di pioggia/anno. La primavera e l'estate sono caratterizzate da lunghi periodi di siccità. Di tanto in tanto in inverno la temperatura minima può scendere a 0 °C o di rado a -1 °C. Al contrario in estate può superare i 45 °C.
Facendo riferimento alla ventosità, i comuni del Salento orientale sono influenzati fortemente dal vento attraverso correnti fredde di origine balcanica, oppure calde di origine africana.
| Monteroni di Lecce         | Mesi | Mesi | Mesi | Mesi | Mesi | Mesi | Mesi | Mesi | Mesi | Mesi | Mesi | Mesi | Stagioni | Stagioni | Stagioni | Stagioni | Anno |
| Monteroni di Lecce         | Gen  | Feb  | Mar  | Apr  | Mag  | Giu  | Lug  | Ago  | Set  | Ott  | Nov  | Dic  | Inv      | Pri      | Est      | Aut      | Anno |
| -------------------------- | ---- | ---- | ---- | ---- | ---- | ---- | ---- | ---- | ---- | ---- | ---- | ---- | -------- | -------- | -------- | -------- | ---- |
| T. max. media (°C)         | 12,1 | 15,9 | 19,2 | 24,8 | 30,5 | 36,6 | 39,8 | 40,2 | 36,8 | 29,7 | 20,7 | 15,0 | 14,3     | 24,8     | 38,9     | 29,1     | 26,8 |
| T. min. media (°C)         | 4,7  | 7,1  | 11,5 | 14,9 | 18,0 | 21,5 | 23,6 | 24,8 | 23,1 | 17,4 | 13,0 | 7,0  | 6,3      | 14,8     | 23,3     | 17,8     | 15,6 |
| Precipitazioni (mm)        | 46   | 61   | 38   | 9    | 0    | 0    | 0    | 0    | 0    | 13   | 40   | 81   | 188      | 47       | 0        | 53       | 288  |
| Umidità relativa media (%) | 47,6 | 60,9 | 68,3 | 72,5 | 80,1 | 85,7 | 89,2 | 90,4 | 89,9 | 82,5 | 71,5 | 59,3 | 55,9     | 73,6     | 88,4     | 81,3     | 74,8 |

## Origini del nome
Il toponimo potrebbe derivare da "Mons Tyronum" cioè "campo di addestramento" delle reclute romane che, all'epoca delle lotte di questi ultimi con le popolazioni salentine, si erano qui stanziate, e più precisamente nella vicina località detta "San Fili" posta più in alto rispetto al territorio circostante. Tale ipotesi troverebbe conferma da alcuni ritrovamenti, in particolare monete, risalenti a quell'epoca.
Più attendibile appare l'ipotesi formulata da Gaetano Barbarulo, che ha studiato la forma toponomastica Tirone/Monterone, presente in gran parte del territorio italiano (Le denominazioni Monterone e Tirone nella toponomastica medievale napoletana, in "Archivio Storico per le Provincie Napoletane" 1996). Secondo tale studioso, si tratterebbe di un composto di monte, derivato dal latino mons, e tirone, esito del latino tardo toro -onis, vocabolo dal significato di "altura". L'apparente duplicazione si spiegherebbe con una perdita di coscienza in età medievale del significato originario del vocabolo tirone, che avrebbe acquisito la valenza di nome proprio e si sarebbe così sentita l'esigenza di anteporgli il nome comune "monte". In diverse mappe antiche Monteroni è riportato con il nome di Monterone o Monteroni, ma in alcuni casi il toponimo utilizzato cambia, probabilmente a causa di errori di trascrizione, come nel caso di una carta in cui il nome del paese è Materane.

## Storia
Monteroni, come tutta l'area della provincia, ha origini legate alla preistoria, perché l'intera Puglia ha avuto insediamenti umani sin dal periodo paleolitico. Coi Normanni fece parte della contea di Lecce e successivamente, nel 1250, Federico II cedette il casale, insieme al vicino feudo di Malcandrino, ai feudatari De Cremona ai quali succedettero i Monteroni che lo detennero sino ai primi del Cinquecento. A questa famiglia si deve la costruzione del primo nucleo dell'attuale Palazzo Baronale, ampliato successivamente dai Lopez y Royo, cui si deve anche la costruzione della torre dell'orologio e di due cappelle della chiesa matrice. Il feudo venne soppresso nel 1806 con l'eversione della feudalità ma ciò nonostante, come in molti comuni meridionali, i feudatari continuarono ad esercitare il loro potere per quasi un altro secolo.

### Simboli
Lo stemma e il gonfalone sono stati concessi con D.P.R. del 26 giugno 1973 e del 10 gennaio 1985.
Stemma
L'ulivo (o più probabilmente un pioppo) indica la salubrità del territorio poiché si narra che il centro fu insediato da una colonia di greci, che furono attirati sul territorio dall'abbondante quantità d'acqua e dal buon clima. La palma è una pianta cara ai Cretesi, le stelle rappresentano le divinità che essi veneravano. Secondo un'altra tesi, il primo villaggio nacque in epoca romana, quando fu istituito sul territorio un luogo in cui venivano addestrate le reclute prima di entrare a far parte dell'esercito romano: il toponimo deriverebbe, dunque, dal latino mons tyronum che significa "monte delle reclute", rappresentato dalle tre alture .
Gonfalone

## Monumenti e luoghi d'interesse

### Architetture religiose

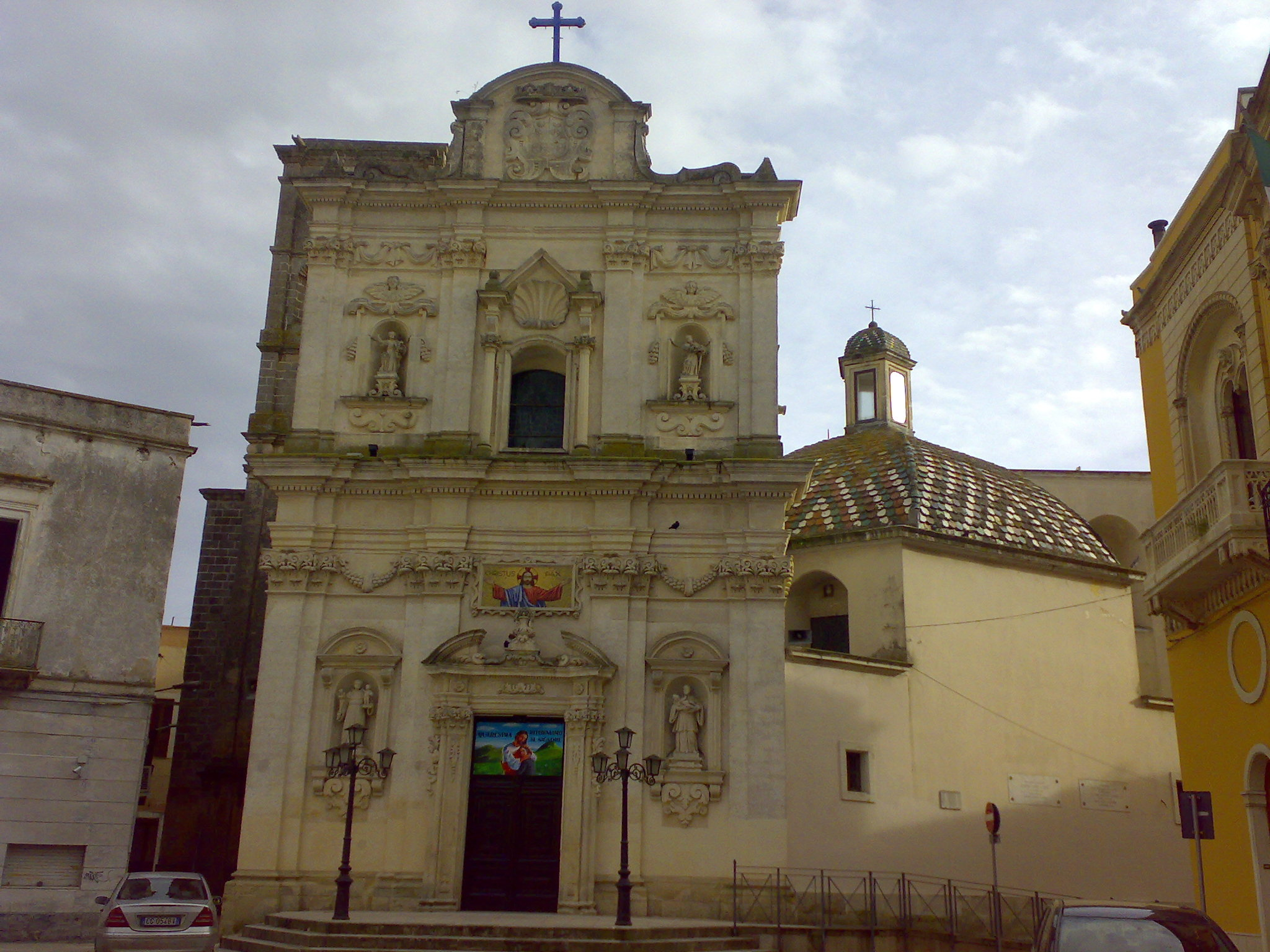
Chiesa madre

- Chiesa matrice; dedicata all'Assunta risale al XIV secolo. Nel Novecento fu ritrovato un affresco raffigurante il Battesimo di Gesù, purtroppo andato distrutto, datato 1420. Ampliata nel corso dei secoli, presenta una pianta a croce latina con decorazioni barocche. L'interno conserva seicenteschi altari in pietra leccese, alcune statue fra cui quella argentea di Sant'Antonio da Padova del 1777 ed il teschio di uno dei Martiri di Otranto. Inoltre, per un breve periodo, la Chiesa ha avuto l'onore di custodire le reliquie di Sant'Antonio da Padova. Di grande importanza è l'ossario sottostante, visibile da due vetrate poste lungo la navata centrale, in cui si conservano affreschi che vengono fatti risalire al Duecento, di cui alcuni resti sono visibili nel "Cappellone" sinistro della Chiesa.[11]
- Chiesa Beatissimae Virgini Immacolata; edificata nel 1667 con rifacimento del prospetto nel 1954, conserva alcuni affreschi seicenteschi.
- Chiesa del Crocefisso o dei Santi Medici; del XVI secolo con ampliamenti fino al 1956. L'interno, riccamente decorato, custodisce un crocifisso ligneo del Seicento.[12]
- Chiesa di San Giovanni Battista; edificio Duecentesco, ricostruito nel 1932.
- Chiesa del Sacro Cuore; costruita nel 1963.
- Cappella di Sant'Antonio Abate; primi anni del XVII secolo, custodisce una tela probabilmente settecentesca.
- Chiesa di Santu Fili; di epoca quattrocentesca, fu riedificata nel Novecento e conserva l'originario affresco della Madonna di Santu Fili.
- Chiesa di Maria SS. Ausiliatrice, del XX secolo.
- Oratorio di San Giovanni Bosco, del XX secolo.
- Colonna dell'Osanna; risalente forse al XVII secolo, originariamente doveva sorgere presso l'attuale Piazzetta Romano, all'epoca appena fuori dall'abitato. Lì, come ci testimoniano diverse foto storiche, la colonna rimase fino alla prima metà del Novecento, quando fu rimossa per far spazio al Monumento ai caduti e ad una fontana monumentale non più esistente. Fortunatamente, a differenza di altri monumenti monteronesi, la Colonna fu preservata e trasferita poco lontano di fronte a dove sarebbe stato eretto il monumento del Calvario. Con l'aumento del traffico, per preservare la Colonna si scelse di spostarla nuovamente, per evitarne danni data la sua collocazione nel mezzo di un bivio molto frequentato. Così, essa fu posizionata sul lato sinistro del Calvario, dove tutt'ora giace nascosta e sconosciuta. Presenta un fusto liscio privo di base ed un capitello decorato con foglie di acanto e volti di angeli, sormontato dalla scultura di una pigna che sorregge la Croce.
- Altre Chiesette e Cappelle:
- Cappella "Salus Infirmorum"; attualmente privata, è di dimensioni infime. Situata in aperta campagna nelle pertinenze di Villa Saetta, presenta due antiche edicole votive ed una facciata semplice, composta da una porticina che immette all'aula, sovrastata da un'epigrafe latina che reca la data 1703, anche se è probabile che l'edificio sia ancora più antico. L'interno, privo di altare, è completamente coperto di pregevoli affreschi, purtroppo gravemente trascurati. L'edificio è voltato a botte e nelle sue vicinanze è presente un antico complesso agricolo denominato "Pondiga".
- Chiesa di San Giorgio: distrutta nella seconda metà del Novecento, era situata sull'omonima via che oggi conduce ad Arnesano. Era, con buona probabilità, il più antico edificio religioso di Monteroni: non a caso, il primo Santo Patrono della cittadina fu proprio San Giorgio. La Chiesa, angusta rispetto alla Matrice, presentava un ossario sotterraneo e nel corso dell'Ottocento si pensò più volte di collocare qui il cimitero Comunale, progetto che, se realizzato, avrebbe indubbiamente evitato la distruzione della Chiesa. Oggi, probabilmente, nel luogo in cui anticamente sorgeva l'edificio Sacro, permangono alcuni resti, se non addirittura anche gli ossari sotterranei.[13]
- Cappella Madonna di Loreto; Ex Cappella seicentesca nel centro storico. Ritenuta distrutta, si potrebbe in realtà riconoscere in un fabbricato storico con due grandi edicole affrescate poste ai lati dell'ingresso.
- Cappelle di San Nicola e Sant'Elia; entrambe le Cappelle, erette nel Seicento da due famiglie benestanti che risiedevano nelle vicinanze, si trovavano in via Filiberto Monteroni. Oggi, i due fabbricati sono visibili a poca distanza l'uno dall'altro. La Cappella di San Nicola, forse più grande, fu trasformata prima in palmento e poi in abitazione privata, con la costruzione del piano superiore nel secondo Novecento.

### Architetture civili

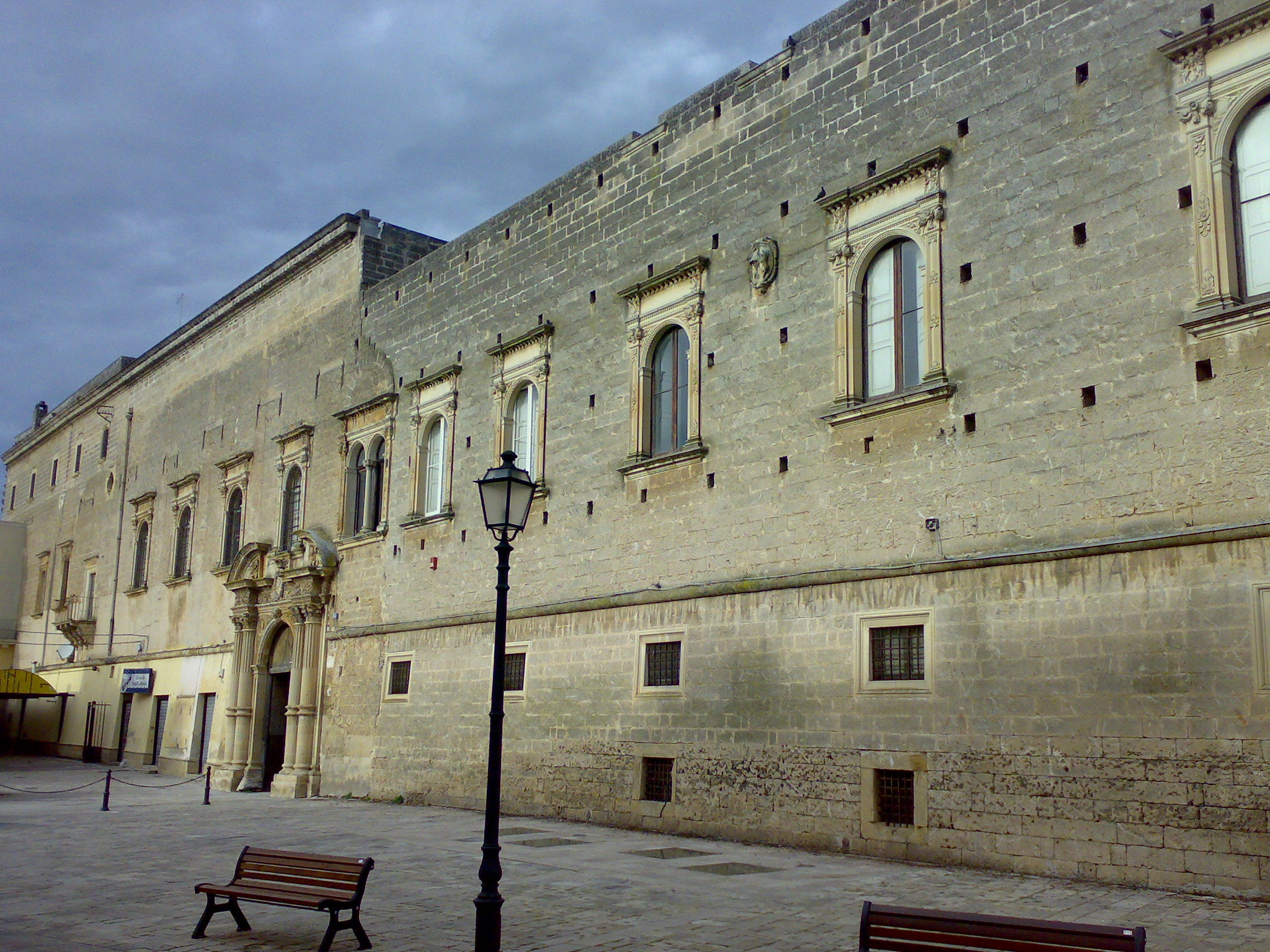
Palazzo Baronale

- Palazzo Baronale; costruito con le sembianze di una piccola fortezza durante il baronato dei Monteroni e ampliato nel XVI secolo dai nuovi feudatari, i Lopez y Royo, che lo resero un palazzo nobiliare. Il palazzo conserva oggi i fastosi stilemi del barocco leccese.
- Palazzo del Municipio, risalente al XVII secolo.
- Monumento ai caduti, posto al centro di Piazzetta Romano, è dedicato ai caduti monteronesi durante le guerre della prima metà del Novecento. Una grande lapide in pietra leccese, posta su Piazza Falconieri ricorda invece l'attività di rivoluzionario di Ignazio Falconieri, riproducendone una lettera ufficiale del 1799, risalente alla rivoluzione napoletana.
- Velodromo degli Ulivi, circuito costruito nel 1976 per ospitare i campionati del mondo di ciclismo su pista.
- Palazzo Carretti, probabilmente di epoca Settecentesca, sorge all'incrocio delle vie Putignano e Filiberto. Palazzi simili a questo si riscontrano in edifici nel centro storico di paesi come Galatina. La famiglia Carretti possedeva inoltre, poco distante, un palazzo, o forse una tenuta di caccia situato in via Putignano.
- Palazzo Petrelli, situato presso la piazzetta Madonna di Loreto nel centro storico, è di notevole interesse artistico. Presenta un portale in stile Catalano-Durazzesco probabilmente ispirato a quello di Palazzo Balsamo a Gallipoli. L'edificio potrebbe risalire al Seicento.
- Palazzo Pino, situato nell'omonima via del centro storico, risale probabilmente al Sei-Settecento. Presenta linee semplici, e l'unica decorazione è il portale che immette alla corte. Appartenne alla famiglia Pino, in origine chiamata Pinto o Pinto-Bembo, un tempo famiglia feudataria di Monteroni. Nelle mura di questo palazzo nacque il patriota Alessandro Pino.
- Le case a corte
- A Monteroni, come in ogni altro centro salentino, molto presente è il tipo abitativo a corte. Nel paese, il più grande esempio in termini di estensione è il cosiddetto Curte Rande, letteralmente "cortile grande", situato in Vico Imbriani, oggi purtroppo snaturato e non più riconoscibile nella sua forma originale. Interessante è il caso dell'antica Via Del Foggiaro, oggi intitolata a San Giorgio, che consiste in buona parte in un susseguirsi di abitazioni a corte, chiusa o aperta che sia, nel primo caso solitamente precedute da un androne. Strade costituite unicamente da case con cortile si riscontrano in numerosi paesi della Valle della Cupa, solitamente come risultato di un ulteriore sviluppo dell'antico abitato che si estende verso un luogo di culto rurale, come nel caso di San Pietro in Lama e del suo Borgo Sant'Antonio, formatosi proprio in prossimità dell'omonima chiesa. A conferma di ciò, era proprio al termine della Strada del Foggiaro che si trovava una della chiese più importanti di Monteroni, quella di San Giorgio. Altre case a corte si trovano in ogni via del centro storico, con le più belle in Vico Errico. Esempi di abitazione a corte si ritrovano anche nelle periferie, come nel caso della corte in Via Rossini, presso l'antico feudo delli Corsi.

#### Ville, masserie e casini nobiliari
Dal XV secolo ai primi anni del Novecento varie masserie, ville e casini patriziali furono costruiti nella campagna circostante l'abitato di Monteroni e più precisamente nella cosiddetta "Valle della Cupa", vasta depressione del terreno che abbraccia vari comuni a sud-ovest di Lecce e da quest'ultima panoramicamente ben visibile. Tra queste costruzioni vanno menzionate:
- Villa Bruni, in stile neoclassico, progettata dall'architetto Raffaele Politi e ubicata appena fuori dall'abitato sulla strada per San Pietro in Lama;
- Villa Urselli risalente al primo periodo Liberty, anch'essa sulla via per San Pietro in Lama, nel cui giardino si trovano notevoli esemplari di cycas;
- Villa Grassi, sulla via per Arnesano, edificata nel 1901 dall'architetto Raffaele Politi. Con la sua facciata stile Liberty, una fontana e il grande parco in cui è possibile ritrovare numerose cycas;
- Villa Saetta, che pare prendere il nome dal monaco omonimo, e la cui cappella ospita le salme di alcuni membri della famiglia nobiliare Lopez y Royo;
- Villa De Giorgi, ubicata in zona S. Fili, e costruita per il tisiologo Gioacchino De Giorgi;
- Villa Romano, forse la più estesa, sempre sulla via per San Pietro in Lama;
- Villa Carelli-Palombi, sulla via per il capoluogo, e dotata di un giardino ricco di piante esotiche, tra cui un immenso lauro canforo.
- Masseria Centonze o Li Cintuenzi. Situata in zona "Argiano", tra Monteroni e Copertino, fu eretta probabilmente intorno al Seicento dalla famiglia locale da cui prende il nome. È attualmente oggetto di un attento restauro che la riporterà alla sua storica bellezza.
- Masseria Noa. Ubicata presso la strada che da essa prende il nome, è probabilmente di epoca tardo Settecentesca, a giudicare dalle linee architettoniche. Il nome suggerisce appunto che l'edificio sia stato eretto successivamente rispetto alle altre masserie del territorio o su un insediamento precedente.
- Masseria Li Rizzi. Oggi ridotta a un rudere, ne rimane la svettante torre alla fine dell'omonima contrada.
- Masseria Curti Russi. Situata in contrada Masseria Nuova, è probabilmente di epoca Ottocentesca. Il suo nome deriva dalla presenza delle tradizionali corti, in dialetto "curti", in questo caso intonacate di rosso, colore utilizzato per tradizione nella case di campagna della zona.
- Masseria Zummari. Ubicata lungo la strada che conduce a Magliano, è probabilmente uno degli stabilimenti agricoli più antichi di Monteroni. Il fabbricato, forse risalente al Seicento, fu eretto dalla famiglia Zimbalo, il cui nome rimase impresso nella toponomastica assegnata dai locali al luogo, che finirono per storpiarlo appunto in "Zummari". L'edificio presenta un frantoio ipogeo ed una notevole edicola barocca.
- Masseria Palmieri. È difficile comprendere l'origine di questo stabilimento, dato che esso è stato inglobato nell'abitato e modificato più volte. La testimonianza più notevole che ci rimane è il pozzo-palombaro, forse un unicum per il nostro territorio.
- Masseria-Casino li Bosci. Eretto nel Seicento dalla famiglia Bozzi-Colonna, presenta delle mensole riconducibili ad un probabile nucleo originario formato da una struttura fortificata. Poco lontana dall'edificio si trova l'antica cappella, purtroppo abbandonata. Il Casino Li Bosci resta uno dei più eclatanti esempi di stabilimento agricolo convertito a residenza nobiliare di tutto il Salento.
- Casino Corallo. Seicentesco, conserva un viale fiancheggiato da antiche viti. Il fabbricato è preceduto da imponenti arcate e la facciata presenta inoltre delle finestrelle barocche. Al pianterreno, è presente l'antica cappella. Il casino è situato alla fine della Contrada Vore.
- Casino De Virgiliis. Edificato nei primi dell'Ottocento dalla nobile famiglia De Virgiliis è, come il casino Bozzicolonna, uno dei migliori esempi di masseria-casino. L'edificio presenta un ampio porticato ed una cappella. Oggi è collocato presso la strada che da Monteroni conduce a Lecce.

## Società

### Evoluzione demografica
Abitanti censiti

### Etnie e minoranze straniere
Al 31 dicembre 2019 a Monteroni di Lecce risultano residenti 787 cittadini stranieri. Le nazionalità principali sono:

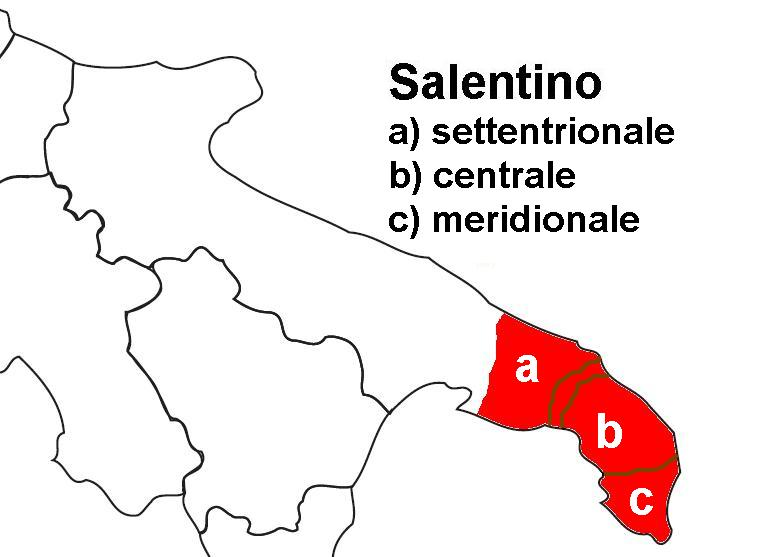
Diffusione del dialetto salentino

- Bulgaria - 336
- Senegal - 137
- Romania - 43
- Pakistan - 38
- Marocco - 32
- India - 26
- Polonia - 20
- Nigeria - 20
- Cina - 16
- Albania - 15

### Dialetto
Il dialetto parlato a Monteroni di Lecce è il dialetto salentino nella sua variante centrale che corrisponde al dialetto leccese. Il dialetto salentino si presenta carico di influenze riconducibili alle dominazioni e ai popoli stabilitisi in questi territori che si sono susseguite nei secoli: messapi, greci, romani, bizantini, longobardi, normanni, albanesi, francesi, spagnoli.

## Cultura

### Istruzione
A Monteroni di Lecce hanno sede due scuole pubbliche dell'infanzia, tre scuole primarie e due secondarie di primo grado. Vi è inoltre un istituto privato comprendente una scuola dell'infanzia e una primaria.
Il territorio comunale di Monteroni di Lecce ospita una parte del complesso Ecotekne dell'Università del Salento. Nel campus hanno sede le facoltà di economia, giurisprudenza, ingegneria, scienze matematiche, fisiche e naturali, scienze motorie e dello sport. Il campus Ecotekne è attrezzato con un centro congressi, istituti per la ricerca e laboratori, strutture sportive e aree attrezzate per eventi.

### Cucina
La cucina locale non si differenzia in modo significativo dalla cucina del Salento.

## Infrastrutture e trasporti

### Strade
I collegamenti stradali principali sono rappresentati da:
- Strada statale 694 Tangenziale Ovest di Lecce uscita per Monteroni di Lecce.

Il centro è anche raggiungibile dalle strade provinciali interne: SP6 Monteroni di Lecce-Copertino, SP11 Monteroni di Lecce-San Pietro in Lama, SP119 Monteroni di Lecce-Leverano, SP123 Monteroni di Lecce-Magliano.

### Ferrovie
Monteroni è servita da una stazione ferroviaria posta sulla linea Novoli-Gagliano delle Ferrovie del Sud Est, adoperata soprattutto da studenti pendolari. In passato la funzione della stazione era legata quasi esclusivamente alla lavorazione del tabacco: numerose erano infatti le manifatture operanti in paese.

## Amministrazione
Di seguito è presentata una tabella relativa alle amministrazioni che si sono succedute in questo comune.
| Periodo           | Periodo           | Primo cittadino         | Partito                                     | Carica              | Note   |
| ----------------- | ----------------- | ----------------------- | ------------------------------------------- | ------------------- | ------ |
| 16 gennaio 1989   | 11 maggio 1991    | Antonio Colonna         | Democrazia Cristiana                        | Sindaco             | [ 16 ] |
| 29 luglio 1991    | 12 ottobre 1991   | Cosimo Ciccirillo       | Democrazia Cristiana                        | Sindaco             | [ 16 ] |
| 12 ottobre 1991   | 22 agosto 1992    | Biagio De Girolamo      |                                             | Comm. straordinario | [ 16 ] |
| 22 agosto 1992    | 26 novembre 1993  | Giovanni Bernardini     | Partito Democratico della Sinistra          | Sindaco             | [ 16 ] |
| 9 dicembre 1993   | 28 aprile 1997    | Giuseppe Pati           | -                                           | Sindaco             | [ 16 ] |
| 28 aprile 1997    | 30 gennaio 2001   | Saverio Antonio Leucci  | centro-destra                               | Sindaco             | [ 16 ] |
| 31 gennaio 2001   | 14 maggio 2001    | Umberto Guidato         |                                             | Comm. pref.         | [ 16 ] |
| 14 maggio 2001    | 7 maggio 2002     | Gaetano Benedetto Manca | centro                                      | Sindaco             | [ 16 ] |
| 28 maggio 2002    | 27 maggio 2003    | Umberto Guidato         |                                             | Comm. straordinario | [ 16 ] |
| 27 maggio 2003    | 9 novembre 2007   | Marcello Manca          | sinistra                                    | Sindaco             | [ 16 ] |
| 9 novembre 2007   | 15 aprile 2008    | Umberto Guidato         |                                             | Comm. straordinario | [ 16 ] |
| 15 aprile 2008    | 28 maggio 2013    | Pasquale Giorgio Guido  | Il Popolo della Libertà                     | Sindaco             | [ 16 ] |
| 28 maggio 2013    | 16 dicembre 2014  | Pasquale Giorgio Guido  | cen-des (contr.uff.): Grande Sud-PdL-civica | Sindaco             | [ 16 ] |
| 16 dicembre 2014  | 2 giugno 2015     | Guido Aprea             |                                             | Comm. pref.         | [ 16 ] |
| 2 giugno 2015     | 7 gennaio 2020    | Angelina Storino        | lista civica                                | Sindaco             | [ 16 ] |
| 7 gennaio 2020    | 21 settembre 2020 | Guido Aprea             | Commissario straordinario                   | Sindaco             |        |
| 21 settembre 2020 | in carica         | Mariolina Pizzuto       | lista civica                                | Sindaco             | [ 16 ] |

### Gemellaggi
- Lengnau
- Fara Filiorum Petri

## Sport
La principale società di pallacanestro è la Nuova Pallacanestro Monteroni che negli ultimi anni è diventata la squadra di riferimento della provincia di Lecce e milita in Divisione Nazionale C, mentre il calcio è rappresentato dalla Futura Monteroni Società che milita nel campionato Regionale di Seconda Categoria e che vanta circa 300 tesserati tra Prima Squadra e Settore Giovanile.
A Monteroni di Lecce ha sede una scuola di Taekwondo: l'A.S.D. Taekwondo Civino, una fra le scuole col più alto numero di tesserati nella provincia di Lecce. 
La società sportiva A.s.d Futura Monteroni sta facendo ampi progressi nel calcio regionale.
Nel 1976 Monteroni di Lecce ha ospitato un'edizione dei campionati mondiali di ciclismo su pista.